# Charles Jenkinson, 1:e earl av Liverpool
Charles Jenkinson, 1:e earl av Liverpool, född 26 april 1727, död 17 december 1808, var en brittisk politiker, ättling till Anthony Jenkinson, far till Robert Jenkinson, 2:e earl av Liverpool och Charles Jenkinson, 3:e earl av Liverpool.
Jenkinson studerade i Oxford, gjorde sig bemärkt som politisk skriftställare, blev 1760 privatsekreterare hos konungagunstlingen Bute och genom dennes inflytande understatssekreterare. Samtidigt valdes han till ledamot av underhuset, där han 1763 efter Bute blev ledare för "kungens vänner" och med stor talang försvarade Butes politik. 
Jenkinson innehade flera ämbeten i Grenvilles, hertigens av Grafton och lord Norths ministärer, var krigsminister under de för de engelska vapnen olyckliga åren 1778-1782, måste avgå, då lord Norths ministär föll, men återinträdde i kabinettet (under William Pitt den yngre) 1786, då han blev  kansler för hertigdömet Lancaster och övertog presidiet i Board of Trade. 
Samtidigt upphöjdes han till baron Hawkesbury och blev 1796 earl av Liverpool. Till följd av försvagad hälsa avgick Liverpool 1802 ur ministären. Bland hans skrifter märks en samling av brittiska fredstraktater från 1648 till 1783 (3 band, 1785).